# Порторико на Светском првенству у атлетици на отвореном 2023.
Порторико је учествовао на 19. Светском првенству у атлетици на отвореном 2023. одржаном у Будимпешти од 19. до 27. августа деветнаести пут, односно, учествовао је на свим првенствима до данас. Репрезентацију Порторика представљало је 10 атлетичара (6 мушкараца и 4 жене) који су се такмичили у 9 (5 мушких и 4 женске) дисциплина. ,
На овом првенству Порторико је по броју освојених медаља делио 27. место са 1 освојеном медаљом (сребрна). . У табели успешности према броју и пласману такмичара који су учествовали у финалним такмичењима (првих 8 такмичара) Порторико је са 1 учесником у финалу делио 49. место са 7 бодова. 
| Плас. | Земља     | 1. место | 2. мес. | 3. мес. | 4. мес. | 5. мес. | 6. мес. | 7. мес. | 8. мес. | Бр. финал. | Бод. |
| ----- | --------- | -------- | ------- | ------- | ------- | ------- | ------- | ------- | ------- | ---------- | ---- |
| =49.  | Порторико | 0        | 1       | 0       | 0       | 0       | 0       | 0       | 0       | 1          | 7    |

## Учесници
| Мушкарци: - Рајан Санчез — 800 м - Џон Ривера — 800 м - Роб Наполитано — 1.500 м - Луис Кастро Ривера — Скок увис - Јероме Вега — Бацање кладива - Ејден Овенс-Делерме — Десетобој | Жене: - Габи Скот — 400 м - Беверли Рамос — Маратон - Џасмин Камачо Квин — 100 м препоне - Рејчел де Орбета — ходање 20 км |

## Освајачи медаља (1)

### Сребро (1)
- Џасмин Камачо Квин — 100 м препоне

## Резултати

### Мушкарци
| Атлетичар          | Дисциплина     | Лични рекорд | Квалификације | Квалификације | Полуфинале            | Полуфинале            | Финале                | Финале       | Детаљи |
| Атлетичар          | Дисциплина     | Лични рекорд | Резултат      | Место         | Резултат              | Место                 | Резултат              | Место        | Детаљи |
| ------------------ | -------------- | ------------ | ------------- | ------------- | --------------------- | --------------------- | --------------------- | ------------ | ------ |
| Рајан Санчез       | 800 м          | 1:44,82      | 1:48,24       | 5. у гр. 1    | Нису се квалификовали | Нису се квалификовали | Нису се квалификовали | 45 / 60 (61) |        |
| Џон Ривера         | 800 м          | 1:45,29      | 1:48,83       | 7. у гр. 3    | Нису се квалификовали | Нису се квалификовали | Нису се квалификовали | 50 / 60 (61) |        |
| Роб Наполитано     | 1.500 м        | 3:35,63      | 3:48,29       | 12. у гр. 2   | Нису се квалификовали | Нису се квалификовали | Нису се квалификовали | 54 / 58      |        |
| Луис Кастро Ривера | Скок увис      | 2,30 НР      | 2,22          | 13. у гр. Б   |                       |                       | Нису се квалификовали | 25 / 35 (36) |        |
| Јероме Вега        | Бацање кладива | 77,01        | 72,87         | 9. у гр. А    | 19 / 33 (35)          |                       | Нису се квалификовали |              |        |

#### Десетобој
| Дисциплина    | Ејден Овенс-Делерме | Ејден Овенс-Делерме | Ејден Овенс-Делерме | Ејден Овенс-Делерме | Ејден Овенс-Делерме | Ејден Овенс-Делерме |
| Дисциплина    | Лич. рек.           | Резултат            | Бод.                | Плас.               | Укупно              | Плас.               |
| ------------- | ------------------- | ------------------- | ------------------- | ------------------- | ------------------- | ------------------- |
| 100 м         | 10,27               | 10,43               | 992                 | 2.                  | 992                 | 2.                  |
| Скок удаљ     | 7,82                | 7,72                | 990                 | 5.                  | 1.982               | 3.                  |
| Бацање кугле  | 15,27               | 14,30               | 747                 | 16.                 | 2.729               | 7.                  |
| Скок увис     | 2,04                | 1,90                | 714                 | 20.                 | 3.443               | 10.                 |
| 400 м         | 45,07               | 46,44 ЛРС           | 986                 | 1.                  | 4.429               | 6.                  |
| 110 м препоне | 13,59               | 14,04               | 969                 | 5.                  | 5.398               | 4.                  |
| Бацање диска  | 46,88               | 44,17               | 750                 | 10.                 | 6.148               | 6.                  |
| Скок мотком   | 4,96                | БП                  | 0                   |                     | 6.148               | 16.                 |
| Бацање копља  | 56,62               | НС                  | 0                   |                     | 6.148               | 16.                 |
| 1500 м        | 4:13,02             |                     |                     |                     |                     |                     |
| Десетобој     | 8.532 НР            |                     |                     |                     | НЗ                  |                     |

### Жене
| Атлетичарка        | Дисциплина    | Лични рекорд | Квалификације | Квалификације | Полуфинале | Полуфинале | Финале                | Финале             | Детаљи |
| Атлетичарка        | Дисциплина    | Лични рекорд | Резултат      | Место         | Резултат   | Место      | Резултат              | Место              | Детаљи |
| ------------------ | ------------- | ------------ | ------------- | ------------- | ---------- | ---------- | --------------------- | ------------------ | ------ |
| Габи Скот          | 400 м         | 50,97 НР     | 51,07 КВ, ЛРС | 3. у гр. 4    | 51,52      | 6. у гр. 2 | Није се квалификовала | 20 / 48            |        |
| Беверли Рамос      | Маратон       | 2:31:10      |               |               |            |            | Није завршила трку    | Није завршила трку |        |
| Џасмин Камачо Квин | 100 м препоне | 12,26 НР     | 12,50 КВ      | 1. у гр. 4    | 12,41      | 1. у гр. 3 | 12,44                 |                    |        |
| Рејчел де Орбета   | 20 км ходање  | 1:31:11 НР   |               |               |            |            | 1:33:19               | 24 / 40 (48)       |        |